# Henrik Lindvall
Otto Henrik Lindvall, född den 22 november 1899 i Kalmar, död den 17 juni 1965 i Säffle, var en svensk jurist.
Lindvall avlade studentexamen i Kalmar 1918 och juris kandidatexamen vid Uppsala universitet 1925. Han genomförde tingstjänstgöring 1927–1928. Lindvall blev biträdande fiskal i Göta hovrätt 1929, extra ordinarie assessor 1932, ordinarie assessor 1934, hovrättsråd 1938, tillförordnad revisionssekreterare samma år, ordinarie  revisionssekreterare 1942 och häradshövding i Södersysslets domsaga samma år. Han blev riddare av Nordstjärneorden 1941 och kommendör av samma orden 1956.